# 23 Brygada Piechoty Górskiej (Bundeswehra)
23 Brygada Piechoty Górskiej – górski związek taktyczny Bundeswehry.
W okresie zimnej wojny Brygada wchodziła w skład 1 Dywizji Górskiej i przewidziana była do działań w pasie Centralnej Grupy Armii.

## Struktura organizacyjna
| Organizacja GebJgBrig 23 w 1989 | Organizacja GebJgBrig 23 w 1989 |
| Pododdział                      | Miejsce stacjonowania           |
| ------------------------------- | ------------------------------- |
| dowództwo brygady               | Bad Reichenhall                 |
| 231 batalion piechoty górskiej  | Bad Reichenhall                 |
| 232 batalion piechoty górskiej  | Bischofswiesen-Strub            |
| 233 batalion piechoty górskiej  | Mittenwald                      |
| 234 batalion piechoty górskiej  | Mittenwald                      |
| 235 batalion artylerii górskiej | Bad Reichenhall                 |